# Бофор (Горња Гарона)
Бофор (фр. Beaufort) насеље је и општина у јужној Француској у региону Миди Пирене, у департману Горња Гарона која припада префектури Мире.
По подацима из 2011. године у општини је живело 345 становника, а густина насељености је износила 40,54 становника/km². Општина се простире на површини од 8,51 km². Налази се на средњој надморској висини од 280 метара (максималној 323 m, а минималној 236 m).

## Демографија
| 1962. | 1968. | 1975. | 1982. | 1990. | 1999. | 2011. |
| ----- | ----- | ----- | ----- | ----- | ----- | ----- |
| 88    | 125   | 142   | 140   | 147   | 247   | 345   |

График промене броја становника у току последњих година